# 土庫交流道
土庫交流道為臺灣台78線的交流道，位於臺灣雲林縣土庫鎮，指標為22k，交流道形式為鑽石型，連接雲97鄉道，可透過此交流道前往高鐵雲林站。
為減緩高鐵雲林段地層下陷速度，公路總局耗資4.3億元在台78線土庫交流道進行267公尺的減重工程，移除原有土堤改建為高架橋，於2015年5月9日完工通車。
|        | 22 土庫 |  | 土庫 |
| 高鐵站 | 22 土庫 |  |      |

## 外部連結
- 台78線土庫交流道示意圖 （页面存档备份，存于）（交通部公路總局）